# (7412) Linnaeus
(7412) Linnaeus (1990 SL9) – planetoida z pasa głównego asteroid okrążająca Słońce w ciągu 5,65 lat w średniej odległości 3,17 j.a. Odkryta 22 września 1990 roku.